# التقادم المخطط
في علم الاقتصاد والتصميم الصناعي، التقادم المخطط (يُطلق عليه أيضًا التقادم المدمج أو التقادم المبكر (بالإنجليزية: planned obsolescence)‏ هو سياسة تصميم سلع ومنتجات ذات عمر محدود عن قصد وبتخطيط، فتصطنع ضعيفة أو سهلة الخراب عن قصد، أو تصمم لتصبح قديمة (أي غير عصرية) أو تتعطل بعد فترة زمنية محددة مسبقا. منطق هذه الإستراتيجية هو زيادة حجم المبيعات على المدى الطويل عن طريق تقليل الوقت بين عمليات الشراء المتكررة (يشار إليها باسم «تقصير دورة الاستبدال»). أي إنه تقصير متعمد لعمر المنتج لإجبار المستهلكين على إستبداله بشراء واحد جديد.
يعتقد المنتجون ممن يتبعون إستراتيجية التقادم المخطط أن إيرادات المبيعات الإضافية التي تولدها تعوض أكثر من التكاليف الإضافية للبحث والتطوير، وتعوض تكاليف الفرصة البديلة لإعادة تعديل خط إنتاج موجود. هذه السياسة محفوفة بالمخاطر في الصناعة التنافسية، لأن المستهلكين قد يقررون الشراء من المنافسين إذا لاحظوا الاستراتيجية.
تنجح إستراتيجية التقادم المخطط له بالمنتجات التي تحتكرها قلة. قبل تقديم منتج ذو تقادم مخطط له، يجب على المُنتِج أن يتيقن أنه من المرجح على الأقل أن يستبدل المستهلك السلعة بواحدة من المنتج نفسه (انظر الولاء للعلامة التجارية). في حالات التقادم المخطط هذه، يعرف المنتج العمر الذي تم تصميم المنتج أو السلعة لتبقى، بينما يجله المستهلك تلك المدة، وذلك يُعرف بتفاوت المعلومات. كلما زادت تنافسية السوق زاد عمر المنتج.  على سبيل المثال، عندما دخلت السيارات اليابانية ذات الأعمار الأطول السوق الأمريكية في الستينيات والسبعينيات من القرن الماضي، اضطرت شركات صناعة السيارات الأمريكية إلى الاستجابة للمنافسة ببناء منتجات أكثر متانة.

## تاريخ وأصول العبارة

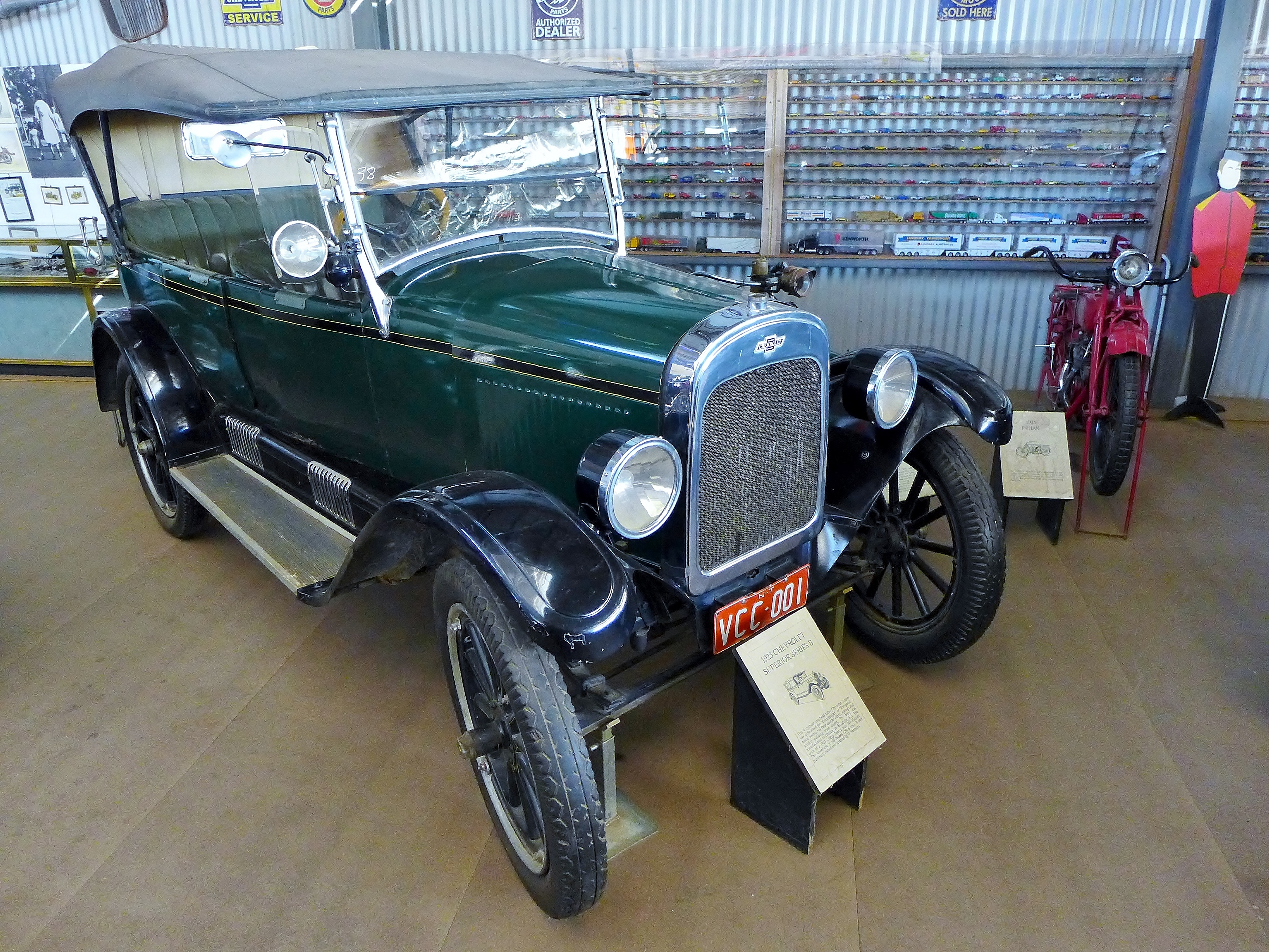
يتم الاستشهاد بشفروليه عام 1923 كواحد من أقدم الأمثلة على عمليات تجميل سنوية في صناعة السيارات، لأنه كان يحتوي على هيكل أعيد تصفيفه يغطي ما كان في الأساس تقنية عمرها تسع سنوات.

وصل تصميم السيارات في الولايات المتحدة في عام 1924 إلى نقطة تحول عندما بدأ سوق السيارات الوطني الأمريكي يصل إلى مرحلة التشبع. وللحفاظ على المبيعات اقترح رئيس جنرال موتورز ألفريد سلون جونيور تغيير التصميمات سنويا لطراز لعام لإقناع مالكي السيارات أنهم بحاجة لشراء بديل جديد كل عام، وهي فكرة مستعارة من صناعة الدراجات، غالبًا ما يُنسب هذا المفهوم بشكل خاطئ إلى سلون. أطلق النقاد على استراتيجيته اسم «التقادم المخطط له» لكن سلون فضل مصطلح «التقادم الديناميكي».
كان لهذه الإستراتيجية تأثيرات بعيدة المدى على أعمال السيارات ومجال تصميم المنتجات، وفي النهاية الاقتصاد الأمريكي.
لا يمكن لصغار المنتجين الحفاظ على وتيرة ونفقات إعادة التصميم السنوية. لم يحب هنري فورد التغير السنوي للتصميم لأنه تشبث بمفاهيم المهندس عن البساطة واقتصاديات الحجم وسلامة التصميم، تجاوزت جنرال موتورز مبيعات فورد في عام 1931 وأصبحت الشركة المهيمنة في الصناعة بعد ذلك. جعلت تغييرات التصميم المتكررة أيضًا من الضروري استخدام هيكل جسم على إطار بدلاً من التصميم الأخف وزناً، ولكن أقل سهولة في التعديل، وهو تصميم أحادي الهيكل يستخدمه معظم شركات صناعة السيارات الأوروبية.
تعود أصول عبارة التقادم المخطط له على الأقل إلى عام 1932 مع كتيب برنارد لندن «إنهاء الكساد من خلال التقادم المخطط». كان جوهر خطة لندن هو أن تفرض الحكومة تقادمًا قانونيًا على المواد الاستهلاكية، لتحفيز الاستهلاك وإدامته. ومع ذلك، تم تعميم العبارة لأول مرة في عام 1954 من قبل المصمم الصناعي الأمريكي بروكس ستيفنز حيث كان من المقرر أن يلقي محاضرة في مؤتمر إعلاني في مينيابوليس في عام 1954 ودون أن يفكر فيه كثيرًا، استخدم المصطلح كعنوان لحديثه. من تلك النقطة أصبح «التقادم المخطط له» شعارا لستيفنز. وفقًا لتعريفه، كان التقادم المخطط له هو «غرس الرغبة في امتلاك المشتري لشيء أحدث قليلاً، أفضل قليلاً، أسرع قليلاً مما هو ضروري».
تم تبني العبارة بسرعة من قبل الآخرين، وتم تحدي تعريف ستيفنز. حيث بحلول أواخر الخمسينيات من القرن الماضي، أصبح التقادم المخطط له مصطلحًا شائع الاستخدام للمنتجات المصممة لتنكسر بسهولة أو للخروج بسرعة من الموضة، تم الاعتراف بهذا المفهوم على نطاق واسع لدرجة أن شركة فولكس فاجن سخرت منه في عام 1959 في حملة إعلانية. مع الاعتراف بالاستخدام الواسع النطاق للتقادم المخطط له بين مصنعي السيارات نصبت فولكس واجن نفسها كبديل. عرضت الإعلانات «نحن لا نؤمن بالتقادم المخطط له» و «نحن لا نغير السيارة من أجل التغيير.»  في الحملة الإعلانية الشهيرة لشركة فولكس فاجن التي قام بها دويل داين بيرنباخ، أظهر أحد الإعلانات صفحة فارغة تقريبًا مع شعار «لا جدوى من عرض فولكس فاجن 1962، لا تزال كما هي».
في عام 1960، نشر الناقد الثقافي فانس باكارد منتجو النفايات، الذي روج له باعتباره عرضًا لـ «المحاولة المنهجية للأعمال لجعلنا أفرادًا مسرفين ومثقلين بالديون ومستاءين دائمًا» قسمت باكارد التقادم المخطط له إلى فئتين فرعيتين:
- تقادم الرغبة.
- تقادم الوظيفة.

يشير مصطلح "تقادم الرغبة"، المعروف أيضًا باسم "التقادم النفسي" إلى محاولات المسوقين لإفساد المنتج في ذهن المالك. نقل باكارد عن المصمم الصناعي جورج نيلسون الذي كتب: "التصميم... هو محاولة في تقديم مساهمة في احداث تغيير، وإن لم نقدم مساهمة أو لم نستطع، فإن العملية الوحيدة المتاحة لإعطاء وهم التغيير هو "الطراز!"

## أنواع

### المتانة المحددة
المتانة المحددة هي إستراتيجية لتقصير عمر المنتج قبل طرحه في السوق، من خلال تصميمه بحيث يتدهور بسرعة.  يتضمن تصميم جميع المنتجات الاستهلاكية متوسط عمر متوقع يتخلل جميع مراحل التطوير. وبالتالي، يجب أن يُقرر مبكرًا في تصميم منتج معقد المدة التي تم تصميمها لتدوم بحيث يمكن جعل كل مكون وفقًا لتلك المواصفات. نظرًا لأن كل المادة تخضع للإنتروبيا، فمن المستحيل لأي كائن مصمم أن يحتفظ بوظيفته الكاملة إلى الأبد؛ ستتعطل جميع المنتجات في النهاية، بغض النظر عن الخطوات التي يتم اتخاذها. العمر المحدود هو مجرد علامة على التقادم المخطط له إذا كان عمر المنتج قصيرًا بشكل مصطنع حسب التصميم.
لا يحظر القانون بشكل عام إستراتيجية المتانة المحددة، وللمصنعين الحرية في تحديد مستوى متانة منتجاتهم.  أحيانا تعتبر هذه الاستراتيجية تقادمًا مخططًا له وغالبًا ما يعتبر على أنه مجال لوحده من الممارسات المعادية للمستهلك.
تتمثل إحدى الطرق الممكنة للحد من متانة المنتج في استخدام مواد رديئة في المناطق الحرجة، أو تخطيطات المكونات دون المستوى الأمثل التي تسبب التآكل المفرط. سيؤدي استخدام المعدن الناعم في البراغي والبلاستيك الرخيص بدلاً من المعدن في المكونات التي تتحمل الضغط إلى زيادة السرعة التي يصبح بها المنتج غير صالح للعمل من خلال الاستخدام العادي ويجعله عرضة للكسر حتى من الأشكال البسيطة للاستخدام غير الطبيعي. على سبيل المثال، التروس البلاستيكية الصغيرة الهشة في الألعاب معرضة بشدة للتلف إذا تم اللعب بها تقريبًا، مما قد يؤدي بسهولة إلى تدمير الوظائف الرئيسية للعبة وإجبار شراء بديل. يرجع متوسط العمر المتوقع للهواتف الذكية وغيرها من الأجهزة الإلكترونية المحمولة إلى الاستخدام المستمر والبطاريات الهشة والقدرة على إتلافها بسهولة.

### منع الصيانة

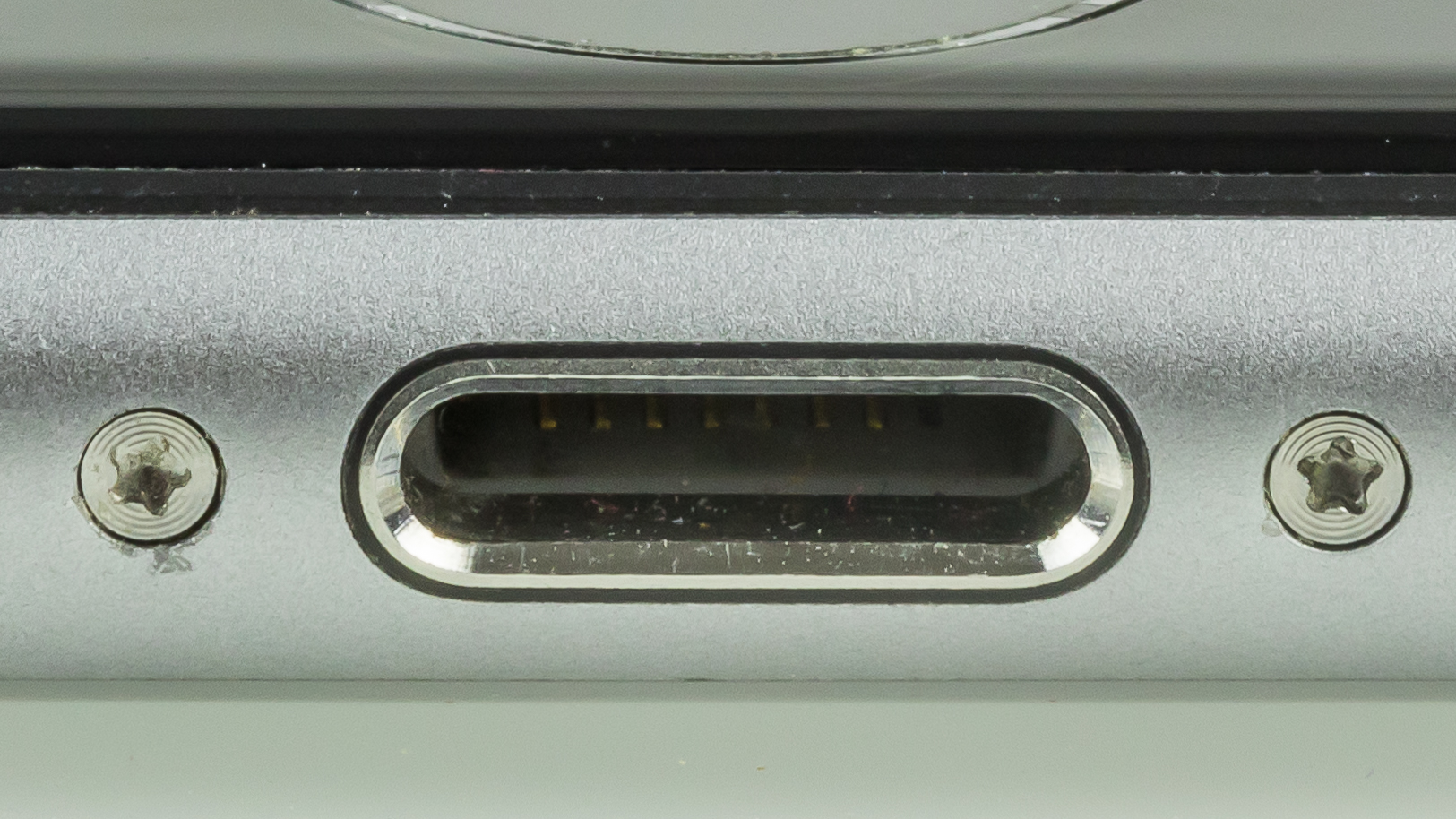
البراغي الخماسية المستخدمة في أيفون 6 إس. جادل النقاد بأن استخدام أبل للبراغي الخماسية في أجهزتهم الأحدث هو محاولة لمنع المستهلك من إصلاح الجهاز بأنفسهم.

أفضل الأمثلة لهذا التصميم هي الإصدارات التي تستخدم مرة واحدة من السلع المعمرة تقليديًا، مثل الكاميرات التي تستخدم لمرة واحدة، حيث يلزم الزبون على شراء منتج جديد بالكامل بعد استخدامه مرة واحدة. غالبًا ماتصمم هذه المنتجات لتكون مستحيلة الصيانة على سبيل المثال، قد تحتوي الساعة الرقمية الرخيصة على غلاف مختوم الإغلاق من المصنع، مع عدم وجود قدرة مصممة للمستخدم للوصول إلى الداخل دون تدمير الساعة بالكامل.[بحاجة لمصدر] قد يجعل المصنعون قطع الغيار إما غير متوفرة أو باهظة الثمن بحيث يجعل إصلاح المنتج غير اقتصادي. على سبيل المثال، تشتمل طابعات نفث الحبر التي تصنعها شركة كانون على رأس طباعة يفشل في النهاية. والتكلفة العالية للاستبدال تجبر المالك على رمي الجهاز بأكمله.[بحاجة لمصدر]

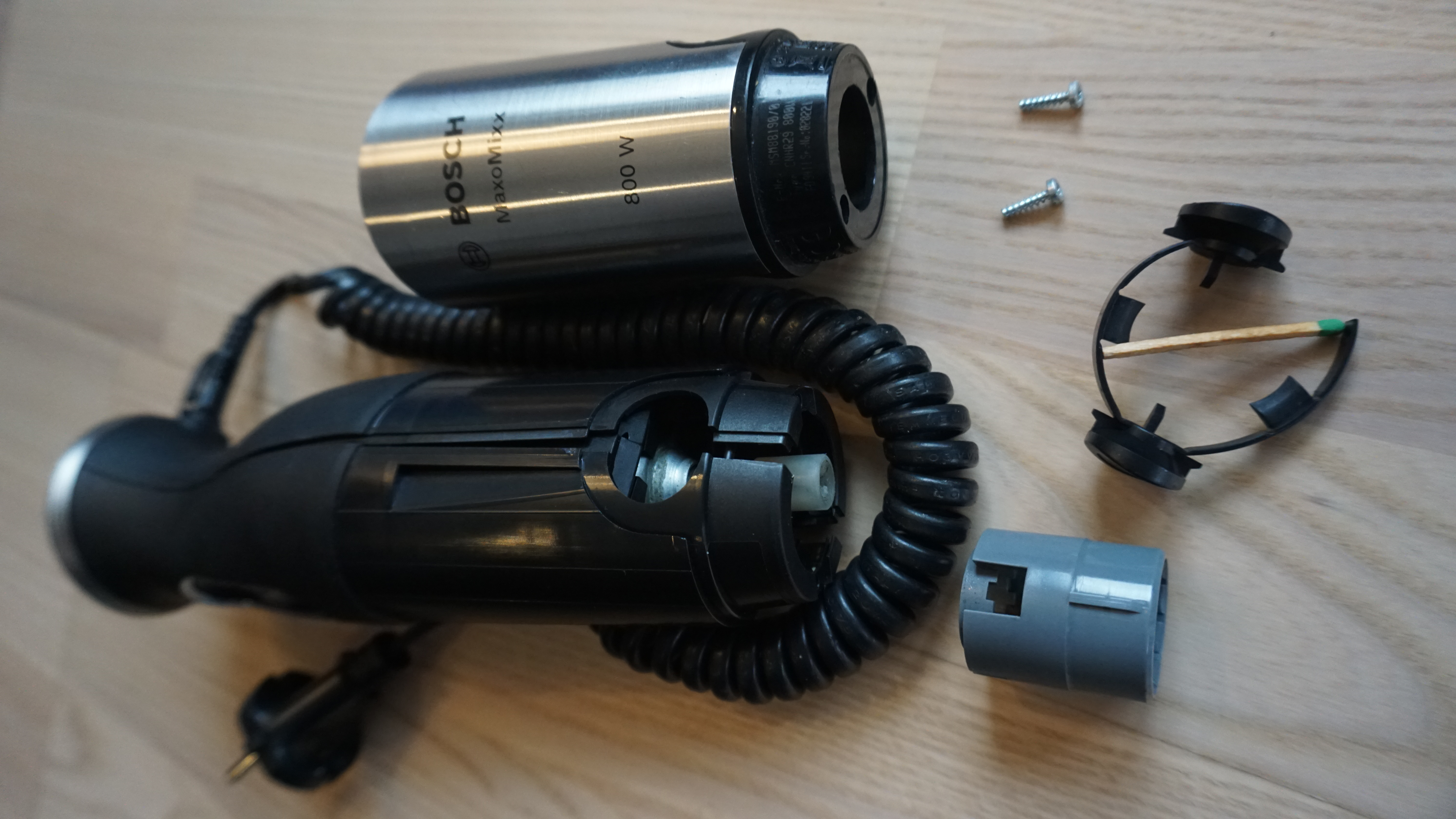
التقادم المخطط له: مزلاج بلاستيكي (يُشار إليه برأس عود الثقاب) مصمم للكسر بعد عدد معين من التشوهات ، مما يجعل من الصعب استخدام خلاطات بوش

قد تحتوي المنتجات الأخرى أيضا تصميم ميزات تهدف إلى تثبيط أي عملية إصلاح، مثلا أبل تستخدم البراغي الخماسية «مقاومة للعبث بها» التي لا يمكن بسهولة فكها بأي مفك براغي شائع بين المستهلكين. غالبًا ما تحتوي غسالات التحميل الأمامي على مدحرج الأسطوانة - وهو مكون ميكانيكي مهم ومعرض للتآكل - مصبوب بشكل دائم في حوض الغسيل، أو حتى بها حوض خارجي مغلق، مما يجعل من المستحيل تجديد المدحرجات دون استبدال الحوض بالكامل. قد تتجاوز تكلفة هذا الإصلاح القيمة المتبقية للجهاز، مما يؤدي إلى تخريده.
على الرغم من الادعاء بتوفير قطع غيار لمنتجاتها لمدة تصل إلى عشر سنوات،   تجمع بوش خلاطات ماكسوميكس الشهيرة الخاصة بها بمزلاج بلاستيكي هش وترفض بيع قطع الغيار للمزلاج المذكو، وبدلاً عن ذلك تقترح أن يستبدل المستخدمون آلية التحريك بالكامل بتكلفة تعادل تقريبًا شراء جهاز جديد.
وفقًا لكايل وينز المؤسس المشارك لمجتمع الإصلاح عبر الإنترنت iFixit ، فإن الهدف المحتمل لمثل هذا التصميم هو جعل تكلفة الصيانة قابلة للمقارنة مع تكلفة الاستبدال، أو منع أي شكل من أشكال خدمة المنتج على الإطلاق. في عام 2012، تعرضت توشيبا لانتقادات لإصدارها رسائل كف ومنع لمالك موقع يستضيف كتيبات الإصلاح المحمية بحقوق الطبع والنشر، على حساب السوق المستقل وسوق الإصلاح المنزلي.

### بطاريات غير قابلة للاستبدال من قبل المستخدم
تحتوي بعض المنتجات مثل الهواتف المحمولة وأجهزة الكمبيوتر المحمولة وفرشاة الأسنان الكهربائية، على بطاريات لا يمكن استبدالها من قبل المستخدم النهائي بعد إستهلاكها، وبالتالي ترك بطارية قديمة عالقة داخل الجهاز. مثل هذا التصميم يمكن أن يساعد في جعل الجهاز أنحف، إلا أنه يصعب من استبدال البطارية دون إرسال الجهاز بالكامل للإصلاح أو شراء جهاز جديد تمامًا. قد يؤدي استبدال البطارية يدويًا (قسريًا) إلى تلف دائم في جهاز به غطاء خلفي غير قابل للفتح (بطارية غير قابلة للاستبدال من قبل المستخدم) بما في ذلك فقدان مقاومة الماء بسبب الأضرار التي تلحق بموانع تسرب المياه أو بإلحاق أضرار جسيمة لا يمكن إصلاحها باللوحة الرئيسية للهاتف نتيجة الاضطرار إلى نزع البطارية الملصقة بلاصق قوي بالقرب من المكونات الحساسة. قد تتمكن الشركة المصنعة أو خدمة الإصلاح من استبدال البطارية. وفي الحالة الأخيرة قد يؤدي ذلك إلى إنهاء الضمان على الجهاز. 
بدأت الممارسة في تصميم الهاتف مع أجهزة iPhone من Apple وانتشرت الآن في معظم الهواتف المحمولة الأخرى، ولا سيما Samsung Mobile ابتداءً من عام 2015 مع Galaxy S6.  كانت الهواتف المحمولة السابقة (بما في ذلك الهواتف المقاومة للماء مثل Samsung Galaxy S5 وSony Xperia V) تحتوي على أغطية خلفية يمكن للمستخدم فتحها لاستبدال البطارية.

### التقادم الحسي
يحدث تقادم الرغبة أو التقادم الجمالي عندما يغير المصممون تصميم المنتجات بحيث يقوم العملاء بشراء المنتجات بشكل متكرر بسبب انخفاض الرغبة المتصورة في العناصر غير العصرية.
العديد من المنتجات مرغوبة في المقام الأول لأسباب جمالية وليست وظيفية. أوضح مثال هذا هو الملابس. تمر هذه المنتجات بدورة من الرغبة يشار إليها باسم «دورة الموضة». من خلال تقديم جماليات جديدة باستمرار، وإعادة توجيه التصاميم القديمة أو إيقافها، يمكن للشركة المصنعة «ركوب دورة الموضة»، مما يسمح بالمبيعات المستمرة على الرغم من بقاء المنتجات الأصلية تعمل بكامل طاقتها. هذا الأمر متفشي في صناعة الأحذية الرياضية - يعتبر خط أحذية الجري Air Max من Nike مثالًا رئيسيًا على إنتاج نموذج واحد من الأحذية غالبًا لسنوات، ولكن يتم تغيير تركيبة اللون والمواد («نسق الألوان») كل بضعة أشهر، أو يتم تقديم ألوان مختلفة في أسواق مختلفة. وقد أدى هذا إلى ضمان الطلب المستمر على المنتج، على الرغم من أنه يظل كما هو بشكل أساسي.
وينطبق هذا أيضًا إلى حدٍ أكبر على بعض المنتجات الإلكترونية الاستهلاكية، حيث يقوم المصنعون بإصدار منتجات محدثة قليلاً على فترات منتظمة والتأكيد على قيمتها كرموز للمكانة. من أبرز الأمثلة على منتجات التكنولوجيا منتجات أبل. تم تقديم نسق ألوان جديد مع أجهزة iPhone من الجيل "S" (مثل iPhone 6S "Rose Gold") التي يغري المستهلكين بالترقية وتميز iPhone الذي يبدو متطابقًا بطريقة أخرى عن طراز العام السابق.
تصدر بعض الشركات المصنعة للهواتف الذكية نموذجًا محدثًا بشكل هامشي كل 5 أو 6 أشهر مقارنة بالدورة السنوية النموذجية، مما يؤدي إلى تصور أن الهاتف الذي يبلغ من العمر عام واحد يمكن أن يصل عمره إلى جيلين. ومن الأمثلة البارزة على ذلك ون بلس، المعروف بإصداره لأجهزة T-series بمواصفات تمت ترقيتها بعد 6 أشهر تقريبًا من إصدار جهاز رئيسي. استخدمت شركة سوني موبايل أسلوبًا مشابهًا مع هواتفها الذكية من فئة Z.

### التقادم المنظم
التقادم المنظم المخطط هو محاولة متعمدة لجعل المنتج قديمًا عن طريق تغيير النظام الذي يستخدم فيه بطريقة تجعل استخدامه المستمر صعبًا. تشمل الأمثلة الشائعة للتقادم النظامي المخطط عدم استيعاب التوافق الأمامي في البرامج، أو تغيير المسامير أو أدوات التثبيت بشكل روتيني بحيث لا يمكن تشغيلها بسهولة باستخدام الأدوات الموجودة. قد يكون هذا إما مصممًا للتسبب في التقادم عن قصد، أو عن طريق استبدال معايير الواجهة بمعايير أفضل لم تكن متوفرة عندما تم تصميم المنتج، مثل المنافذ التسلسلية والمنافذ المتوازية ومنافذ PS / 2 التي تم استبدالها إلى حد كبير بـمداخل يو إس بي على أحدث اللوحات الأم للكمبيوتر الشخصي في 2000s.

### التقادم المبرمج
في بعض الحالات، قد يتم دمج الإخطار مع التعطيل المتعمد للمنتج لمنعه من العمل، مما يتطلب من المشتري شراء بديل. على سبيل المثال، تستخدم الشركات المصنعة للطابعات النافثة للحبر رقائق ذكية في خراطيش الحبر لمنع استخدامها بعد حد معين (عدد الصفحات والوقت وما إلى ذلك) مع أن الخرطوشة قد لا تزال تحتوي على حبر قابل للاستخدام أو يمكن إعادة تعبئتها (بالحبر، ما يصل إلى 50 في المائة من خرطوشة الحبر لا تزال ممتلئة غالبًا). وهذا يشكل «تقادمًا مبرمجًا» حيث لا يوجد مكون عشوائي يساهم في تدهور الوظيفة.
في قضية جاكي بلينيزضد إتش بي، زُعم أن شركة هوليت-باكارد صممت طابعات نفث الحبر وخراطيش معينة تتوقف عن العمل بعد تاريخ انتهاء صلاحية لم يكشف عنه، وفي هذه المرحلة تم منع المستهلكين من استخدام الحبر الذي بقي في الخرطوشة منتهية الصلاحية. أنكرت إتش بي هذه الادعاءات، لكنها وافقت على التوقف عن استخدام رسائل معينة، وإجراء بعض التغييرات على الإفصاحات على موقعها الإلكتروني والتعبئة والتغليف، بالإضافة إلى تعويض المستهلكين المتأثرين برصيد إجمالي يصل إلى 5,000,000 دولار للمشتريات المستقبلية من إتش بي. 
تنتج سامسونج طابعات ليزر مصممة للتوقف عن التعامل مع رسالة حول استبدال أسطوانة التصوير. هناك بعض الحلول للمستخدمين، من شأنها على سبيل المثال مضاعفة عمر الطابعة التي توقفت برسالة لاستبدال أسطوانة التصوير.

### إغلاق البرامج
مثال آخر على التقادم المبرمج هو إنشاء إصدارات أقدم من البرامج (على سبيل المثال تطبيق YouTube's Android)  غير قابل للخدمة بشكل متعمد، على الرغم من أنه من الناحية الفنية سيكون بإمكانهم الاستمرار في العمل على النحو المنشود.
قد تكون هذه مشكلة، لأن بعض الأجهزة، على الرغم من كونها مجهزة بأجهزة مناسبة، قد لا تكون قادرة على دعم التحديث الأحدث بدون تعديلات مثل البرامج الثابتة المخصصة.
بالإضافة إلى ذلك، قد تكون التحديثات على الإصدارات الأحدث قد أدخلت آثارًا جانبية غير مرغوب فيها، مثل إزالة الميزات  أو التغييرات غير الاختيارية  التي قد تكون غير مرغوب فيها وغير مرغوب فيها من قبل مستخدمين محددين.
تقوم شركات البرمجيات أحيانًا بإسقاط دعم التقنيات القديمة عمدًا كمحاولة محسوبة لإجبار المستخدمين على شراء منتجات جديدة لتحل محل تلك التي عفا عليها الزمن. ستصل معظم البرامج الاحتكارية في نهاية المطاف إلى نقطة نهاية العمر - عادةً لأن تكلفة الدعم تتجاوز الإيرادات الناتجة عن دعم الإصدار القديم - حيث يتوقف المورد عن التحديثات والدعم. نظرًا لأن البرامج المجانية والبرامج مفتوحة المصدر يمكن دائمًا تحديثها وصيانتها من قبل شخص آخر، فإن المستخدم ليس تحت رحمة البائع الوحيد. ويطلق البرنامج الذي تم التخلي عنها من قبل الشركة المصنعة فيما يتعلق بالدعم المصنعة في بعض الأحيان برمجيات مهجورة.

### التقادم الذكي
يشير التقادم الذكي إلى محاولة متعمدة لجعل الأجهزة القديمة، من خلال منهجية فردية وديناميكية، أكثر عرضة للخلل أو لتقليل أدائها بناءً على مشغل ذكي لا يحركه التاريخ أو الوقت المنقضي أو التصميم.
توجد هذه الممارسة بشكل شائع في الأجهزة التي تشكل جزءًا من «سلسلة» أو «علامة تجارية» مع ترقيات مستمرة وإصدارات دورية جديدة. قبل أشهر من إصدار إصدار جديد من النموذج الأساسي، يمكن لعدد محدد من الوحدات تنشيط هذا «الوضع»، مما يجعلها أكثر عرضة للاستبدال والتخلص منها.
بفضل الزيادة وسهولة الحصول على بيانات المستهلك، تتبنى العديد من الشركات نماذج تقادم مبرمجة جديدة حيث يمكن أن تؤدي إلى تقادم الأجهزة الفردية بناءً على موقع المستهلك أو القوة الشرائية أو الاهتمام بالترقية أو إمكانية الوصول إلى ميزات جديدة. يصف مثال افتراضي قدمه Bejarane كيف يمكن للهاتف الذكي أن يحد من سعة البطارية الخاصة به أو طاقة المعالج أو وحدة تخزين فلاش بناءً على عدد المرات التي بحث فيها المستخدم عن طرز جديدة، مما يعني أن المستخدم كان مهتمًا بترقية الجهاز ثم تعزيز هذا القرار بشكل إيجابي من خلال تغيير قابل للقياس الكمي على أداء الجهاز الحالي. لا يمكن الحصول على البيانات الضرورية لبدء التغيير فقط من الهاتف الذكي نفسه (لوحة المفاتيح  / تسجيل الشاشة التي تعمل باللمس) ولكن يمكن شراؤها من موفري مجموعة البيانات مثل أنظمة الوسائط الاجتماعية والبائعين عبر الإنترنت الذين يخزنون بيانات العميل الفردية لإنشاء تجارة أكثر تحديدًا الحملات. أخيرًا، نظرًا لأنه يمكن إجراء التغيير ديناميكيًا، فسيفترض المستهلك أن الجهاز قد فشل فقط من خلال الاستخدام، غير مدرك للتغير البطيء في الأداء الناتج عن الإجراءات السابقة.
تتمثل إحدى الميزات، بالنسبة للمصنعين، من خلال تنفيذ هذه المنهجية، في أنها تسمح برفع أداء الجهاز قبل أن يُصدر أحد المنافسين وحدة جديدة، مما يقلل من التغيير ليس فقط بفقدان إدخال بيانات واحد، ولكن يؤثر على قابلية المستهلك لتغيير الجهاز الحالي . بعد ذلك، قبل إصدار جديد، يمكن تخفيض الأداء مرة أخرى لدعم المبيعات والحفاظ على المستهلك (وبياناته) داخل العلامة التجارية.

## المميزات والعيوب
يمكن أن تؤثر تقديرات التقادم المخطط لها على قرارات الشركة بشأن هندسة المنتج . لذلك، يمكن للشركة استخدام المكونات الأقل تكلفة التي تلبي توقعات عمر المنتج.
أيضًا، بالنسبة للصناعات، يحفز التقادم المخطط له الطلب من خلال تشجيع المشترين / الضغط عليهم للشراء في وقت أقرب إذا كانوا لا يزالون يريدون منتجًا فعالاً. يمكن شراء هذه المنتجات من نفس الشركة المصنعة (جزء بديل أو نموذج أحدث) أو من منافس قد يعتمد أيضًا على التقادم المخطط له. خاصة في البلدان المتقدمة (حيث تواجه العديد من الصناعات بالفعل سوقًا مشبعًا)، غالبًا ما تكون هذه التقنية ضرورية للمنتجين للحفاظ على مستوى إيراداتهم.
في حين أن التقادم المخطط له يجذب المنتجين ، إلا أنه يمكن أن يلحق ضررًا كبيرًا بالمجتمع في شكل عوامل خارجية سلبية. يؤدي استبدال المنتجات باستمرار ، بدلاً من إصلاحها ، إلى المزيد من النفايات والتلوث ، ويستخدم المزيد من الموارد الطبيعية ، ويؤدي إلى زيادة الإنفاق الاستهلاكي. وبالتالي يمكن أن يكون للتقادم المخطط له تأثير سلبي على البيئة بشكل إجمالي. حتى عندما يساعد التقادم المخطط له على توفير الموارد النادرة لكل وحدة منتجة ، فإنه يميل إلى زيادة الإنتاج بشكل إجمالي ، نظرًا لقوانين العرض والطلب، سيؤدي الانخفاض في التكلفة والسعر في النهاية إلى زيادة الطلب والاستهلاك. ومع ذلك ، فإن الآثار البيئية السلبية للتقادم المخطط لها تعتمد أيضًا على عملية الإنتاج ،  بالإضافة إلى التفاصيل الفنية المتعلقة بالتخلص من المنتج. قد يكون من الصعب للغاية إعادة تدوير المنتجات التي يصعب تفكيكها بشكل صحيح.
هناك أيضًا رد فعل عنيف محتمل من المستهلكين الذين يعلمون أن الشركة المصنعة استثمرت الأموال لجعل المنتج قديمًا بشكل أسرع ؛ قد يلجأ هؤلاء المستهلكون إلى منتج (إن وجد) يقدم بديلاً أكثر ديمومة.

## اللوئح
في عام 2015، كجزء من حركة أكبر ضد التقادم المخطط له في جميع أنحاء الاتحاد الأوروبي، أصدرت فرنسا تشريعات تطالب مصنعي الأجهزة والبائعين بالإعلان عن العمر الافتراضي للمنتج، وإبلاغ المستهلكين بمدة إنتاج قطع الغيار لمنتج معين. اعتبارًا من عام 2016، يُطلب من مصنعي الأجهزة إصلاح أو استبدال أي منتج معيب مجانًا خلال عامين من تاريخ الشراء الأصلي. هذا يخلق بشكل فعال ضمان إلزامي لمدة عامين.

## نقاد وأنصار
تقصير دورة الاستبدال له منتقدون ومؤيدون. يجادل فيليب كوتلر بأن: «الكثير مما يسمى بالتقادم المخطط هو عمل القوى التنافسية والتكنولوجية في مجتمع حر - القوى التي تؤدي إلى تحسين السلع والخدمات باستمرار.»
يدعي منتقدون مثل فانس باكارد أن العملية تهدر وتستغل الزبائن. مع التقادم النفسي ، يتم استهلاك الموارد لإجراء تغييرات غالبًا ما تكون تغييرات تجميلية، غير ذات قيمة كبيرة للعميل. يدعو مايلز بارك إلى مناهج جديدة وتعاونية بين المصمم والمستهلك لتحدي التقادم في القطاعات سريعة الحركة مثل الإلكترونيات الاستهلاكية. اقترح بعض الأشخاص ، مثل روني بالسيان، إنشاء علامة جديدة لمواجهة انخفاض جودة المنتجات بسبب تقنية التقادم المخطط لها.

## القوانين
في عام 2015، فرضت الجمعية الوطنية الفرنسية غرامة تصل إلى 300 ألف يورو وأحكام سجن تصل إلى عامين للمصنعين الذين يخططون لفشل منتجاتهم مقدمًا. القاعدة ليست ذات صلة فقط بسبب العقوبات التي تفرضها ولكن أيضًا لأنها المرة الأولى التي يعترف فيها المجلس التشريعي بوجود تقادم مخطط له. قد تشمل هذه التقنيات «إدخال متعمد لخلل أو نقطة ضعف أو توقف مجدول أو قيد تقني أو عدم توافق أو عوائق أخرى للإصلاح». 
كما يعالج الاتحاد الأوروبي هذه الممارسة. أعلنت اللجنة الاقتصادية والاجتماعية الأوروبية (EESC)، وهي هيئة استشارية تابعة للاتحاد الأوروبي ،  في عام 2013 أنها تدرس «فرض حظر كامل على التقادم المخطط له». وقالت إن استبدال المنتجات التي تم تصميمها للتوقف عن العمل في غضون عامين أو ثلاثة أعوام من شرائها كان بمثابة إهدار للطاقة والموارد وتسبب في التلوث. نظمت اللجنة الاقتصادية والاجتماعية الأوروبية مائدة مستديرة في مدريد عام 2014 حول «أفضل الممارسات في مجال التقادم الداخلي والاستهلاك التعاوني» والتي دعت إلى أن يكون الاستهلاك المستدام حقًا للمستهلك في تشريعات الاتحاد الأوروبي. يدعم كارلوس ترياس بينتو ، رئيس اللجنة الاستشارية للتغيير الصناعي في اللجنة الاقتصادية والاجتماعية الأوروبية  «إدخال نظام وضع العلامات الذي يشير إلى متانة الجهاز ، بحيث يمكن للمستهلك اختيار ما إذا كان يفضل شراء منتج رخيص أو أكثر منتج باهظ الثمن وأكثر دواما».